# Haag (Seubersdorf in der Oberpfalz)
Haag ist ein Ortsteil der Gemeinde Seubersdorf in der Oberpfalz im Oberpfälzer Landkreis Neumarkt. Der Ort hatte im Dezember 2024 5 Einwohner.

## Geographie
Die Einöde liegt etwa 3,7 Kilometer nordöstlich von Seubersdorf und etwa 1,2 Kilometer östlich von Eichenhofen am Fuße der Burgruine Adelburg.

## Geschichte
Der Weiler Haag, heute lautet die Bezeichnung „Haag 1“, ist auf alten Karten stets als Wasenmeisterei („Wasenmeisterey“ oder „Fallmeisterey“) eingetragen. Am 11. März 1722 übernahm ein Hans Hermann, Sohn des aus einer Sulzbürger Scharfrichterfamilie stammenden Johann Christoph Hermann, von seinem Vater das landwirtschaftliche Anwesen. Es wird angenommen, dass die Einrichtung dieser Wasenstatt wohl erst nach 1734 erfolgte. Etwas später ist eine Zehent-Zahlung des Wasenmeisters an die Pfarrei Oberweiling nachgewiesen. Um das Jahr 1829 bestanden im Bereich des damaligen Landgerichtes Parsberg noch vier weitere Wasenstätten in Parsberg, Deusmauer, Hohenfels und Hohenburg. Haag wies hierbei den größten Einzugsbereich mit insgesamt 842 Familien in den Gemeinden Seubersdorf, Batzhausen, Daßwang, Eichenhofen, Hamberg, Mantlach, Oberweiling, Ronsolden und Velburg auf.
Um 1950 wurde die Tierkörperverwertung durch die Beseitigungsanstalt bei Köfering übernommen. Die ehemalige Wasenstätte wurde 1960 an Privat verkauft.
Am 1. Januar 1972 wurde Haag zusammen mit Eichenhofen und Gastelshof nach Seubersdorf eingemeindet.